# Csehszlovák férfi jégkorong-válogatott
A csehszlovák férfi jégkorong-válogatott Csehszlovákia 1992 utáni szétválásával megszűnt. Jogutóda a cseh válogatott, szlovák részről pedig egy új szlovák válogatott jött létre.

## Története
A csehszlovák elődjének a bohémiai válogatottat tartják. Ezen csapat alapjain építették ki a csehszlovák jégkorong-válogatottat. A csehszlovák volt az első európai csapat, amely nagy világtornán érmet szerzett Kanada és az Egyesült Államok mögött. A csehszlovák jégkorong-válogatott 6 világbajnoki címének köszönhetően a világ negyedik legeredményesebb csapata. Bár olimpiát nem sikerült nyerniük, világszerte ismert csapattá vált.
A Szovjetunió és Kanada volt a legnagyobb ellenfele, Európából pedig Svédország, akikkel sokszor küzdöttek a második helyért világversenyeken. A csehszlovák válogatott 8 alkalommal játszhatott hazai közönség előtt és mind a nyolc alkalommal érmet szerzett, amiből 3 arany-, 1 ezüst- és 4 bronzérem volt.
Csehszlovákia 1992 utáni szétválását követően a csehszlovák jégkorong-válogatott is szétesett, utódai cseh jégkorong-válogatott, amit az IIHF elismert Csehszlovákia utódjaként, így maradt az elit osztályban. Az új szlovák válogatottat azonban a C csoportos vb-be sorolták vissza.

## Eredmények
1920 és 1968 között a téli olimpia minősült az az évi világbajnokságnak is. Ezek az eredmények kétszer szerepelnek a listában.

### Világbajnokság
- 1920 –  Bronzérem
- 1924 – 6. hely
- 1928 – 7. hely
- 1930 – 6. hely
- 1931 – 5. hely
- 1932 – nem indult
- 1933 –  Bronzérem
- 1934 – 5. hely
- 1935 – 4. hely
- 1936 – 4. hely
- 1937 – 6. hely
- 1938 –  Bronzérem
- 1939 – 4. hely
- 1947 –  Aranyérem
- 1948 –  Ezüstérem
- 1949 –  Aranyérem
- 1950 – nem indult
- 1951 – nem indult
- 1952 – 4. hely
- 1953 – 4. hely
- 1954 – 4. hely
- 1955 –  Bronzérem
- 1956 – 5. hely
- 1957 –  Bronzérem
- 1958 – 4. hely
- 1959 –  Bronzérem
- 1960 – 4. hely
- 1961 –  Ezüstérem
- 1962 – nem indult
- 1963 –  Bronzérem
- 1964 –  Bronzérem
- 1965 –  Ezüstérem
- 1966 –  Ezüstérem
- 1967 – 4. hely
- 1968 –  Ezüstérem
- 1969 –  Bronzérem
- 1970 –  Bronzérem
- 1971 –  Ezüstérem
- 1972 –  Aranyérem
- 1973 –  Bronzérem
- 1974 –  Ezüstérem
- 1975 –  Ezüstérem
- 1976 –  Aranyérem
- 1977 –  Aranyérem
- 1978 –  Ezüstérem
- 1979 –  Ezüstérem
- 1981 –  Bronzérem
- 1982 –  Ezüstérem
- 1983 –  Ezüstérem
- 1985 –  Aranyérem
- 1986 – 5. hely
- 1987 –  Bronzérem
- 1989 –  Bronzérem
- 1990 –  Bronzérem
- 1991 – 6. hely
- 1992 –  Bronzérem

### Olimpiai játékok
- 1920 –  Bronz
- 1924 – 6. hely
- 1928 – 7. hely
- 1932 – nem indult
- 1936 – 4. hely
- 1948 –  Ezüst
- 1952 – 4. hely
- 1956 – 5. hely
- 1960 – 4. hely
- 1964 –  Bronz
- 1968 –  Ezüst
- 1972 –  Bronz
- 1976 –  Ezüst
- 1980 – 5. hely
- 1984 –  Ezüst
- 1988 – 6. hely
- 1992 –  Bronz

### Kanada-kupa
| Év   | Helyszín                    | Helyezés |
| ---- | --------------------------- | -------- |
| 1976 | Toronto / Montréal, Kanada  | 2. hely  |
| 1981 | Montréal / Ottawa, Kanada   | 3. hely  |
| 1984 | Calgary / Edmonton, Kanada  | 5. hely  |
| 1987 | Montréal / Hamilton, Kanada | 4. hely  |
| 1991 | Montréal / Hamilton, Kanada | 6. hely  |

### Európa-bajnokság
| Év   | Helyszín                                      | Helyezés     |
| ---- | --------------------------------------------- | ------------ |
| 1921 | Stockholm, Svédország                         | Ezüst        |
| 1922 | St. Moritz, Svájc                             | Arany        |
| 1923 | Antwerpen, Belgium                            | Bronz        |
| 1924 | Milánó, Olaszország                           | Nem indult   |
| 1925 | Štrbské Pleso / Starý Smokovec, Csehszlovákia | Arany        |
| 1926 | Davos, Svájc                                  | Ezüst        |
| 1927 | Bécs, Ausztria                                | 5. hely      |
| 1928 | St. Moritz, Svájc                             | 6. hely      |
| 1929 | Budapest, Magyarország                        | Arany        |
| 1932 | Berlin, Németország                           | 5. hely      |
| 1933 | Prága, Csehszlovákia                          | Arany        |
| 1934 | Milánó, Olaszország                           | Bronz        |
| 1935 | Davos, Svájc                                  | Bronz        |
| 1936 | Garmisch-Partenkirchen, Harmadik Birodalom    | Ezüst        |
| 1937 | London, Egyesült Királyság                    | 5. hely      |
| 1938 | Prága, Csehszlovákia                          | Ezüst        |
| 1939 | Curych / Bázel, Svájc                         | Ezüst        |
| 1947 | Prága, Csehszlovákia                          | Arany        |
| 1948 | St. Moritz, Svájc                             | Arany        |
| 1949 | Stockholm, Svédország                         | Arany        |
| 1950 | London, Egyesült Királyság                    | Nem indult   |
| 1951 | Párizs, Franciaország                         | Nem indult   |
| 1952 | Oslo, Norvégia                                | Ezüst        |
| 1953 | Curych / Bázel, Svájc                         | Visszalépett |
| 1954 | Stockholm, Svédország                         | Bronz        |
| 1955 | Krefeld / Dortmund / Köln, NSZK               | Ezüst        |
| 1956 | Cortina d’Ampezzo, Olaszország                | Bronz        |
| 1957 | Moszkva, Szovjetunió                          | Bronz        |
| 1958 | Oslo, Norvégia                                | Bronz        |
| 1959 | Prága / Pozsony, Csehszlovákia                | Ezüst        |
| 1960 | Squaw Valley, Egyesült Államok                | Ezüst        |
| 1961 | Genf / Lausanne, Svájc                        | Arany        |
| 1962 | Denver, Egyesült Államok                      | Nem indult   |
| 1963 | Stockholm, Svédország                         | Bronz        |
| 1964 | Innsbruck, Ausztria                           | Bronz        |
| 1965 | Tampere, Finnország                           | Ezüst        |
| 1966 | Ljubljana, Jugoszlávia                        | Ezüst        |
| 1967 | Bécs, Ausztria                                | Bronz        |
| 1968 | Grenoble, Franciaország                       | Ezüst        |
| 1969 | Stockholm, Svédország                         | Bronz        |
| 1970 | Stockholm, Svédország                         | Bronz        |
| 1971 | Genf / Bern, Svájc                            | Arany        |
| 1972 | Prága, Csehszlovákia                          | Arany        |
| 1973 | Moszkva, Szovjetunió                          | Bronz        |
| 1974 | Helsinki, Finnország                          | Ezüst        |
| 1975 | München, NSZK                                 | Ezüst        |
| 1976 | Katowice, Lengyelország                       | Arany        |
| 1977 | Bécs, Ausztria                                | Arany        |
| 1978 | Prága, Csehszlovákia                          | Ezüst        |
| 1979 | Moszkva, Szovjetunió                          | Ezüst        |
| 1981 | Stockholm / Göteborg, Svédország              | Bronz        |
| 1982 | Helsinki / Tampere, Finnország                | Bronz        |
| 1983 | München / Düsseldorf / Dortmund, NSZK         | Ezüst        |
| 1985 | Prága, Csehszlovákia                          | Ezüst        |
| 1986 | Moszkva, Szovjetunió                          | 6. hely      |
| 1987 | Bécs, Ausztria                                | Ezüst        |
| 1989 | Stockholm / Södertälje, Svédország            | Ezüst        |
| 1990 | Fribourg / Bern, Svájc                        | Bronz        |
| 1991 | Helsinki / Tampere / Turku, Finnország        | 4. hely      |

## Legendás játékosok
- Ladislav Troják  Szlovákia
- Jaroslav Drobný  Csehország
- Vladimír Dzurilla  Szlovákia
- Jozef Golonka  Szlovákia
- Dominik Hašek  Csehország
- Ivan Hlinka  Csehország
- Jiří Holeček  Csehország
- Jan Hrdina  Csehország
- František Kaberle, Sr.  Csehország
- Karel Koželuh  Csehország
- Igor Liba  Szlovákia
- Vincent Lukáč  Szlovákia
- Josef Maleček  Csehország
- Vladimír Martinec  Csehország
- Václav Nedomanský  Csehország
- Milan Nový  Csehország
- František Pospíšil  Csehország
- Jaroslav Pouzar  Csehország
- Vladimír Růžička  Csehország
- Anton Šťastný  Szlovákia
- Marián Šťastný  Szlovákia
- Peter Šťastný  Szlovákia
- Jan Suchý  Csehország
- František Tikal  Csehország
- Jaromír Jágr  Csehország
- Tomáš Kaberle  Csehország

## A csehszlovák jégkorong-válogatott szövetségi kapitányai
- 1946 – 1948 Matej Buckna (első hivatalos edző)
- 1949 – Antonín Vodička
- 1950 – 1951 Josef Herman
- 1951 – 1952 Jiří Tožička, Josef Herman
- 1952 – 1953 Josef Herman, Eduard Farda
- 1953 – 1956 Vladimír Bouzek
- 1956 – 1957 Vladimír Kostka, Bohumil Rejda
- 1957 – 1958 Bohumil Rejda
- 1958 – 1959 Vlastimil Sýkora
- 1959 – 1960 Eduard Farda, Ladislav Horský
- 1960 – 1962 Zdeněk Andršt, Vladimír Kostka
- 1962 – 1964 Jiří Anton
- 1964 – 1966 Vladimír Bouzek, Vladimír Kostka
- 1966 – 1967 Jaroslav Pitner
- 1967 – 1973 Vladimír Kostka, Jaroslav Pitner
- 1973 – 1979 Karel Gut, Ján Starší
- 1979 – 1980 Karel Gut, Luděk Bukač, Stanislav Neveselý
- 1980 – 1985 Luděk Bukač, Stanislav Neveselý
- 1985 – 1988 Ján Starší, František Pospíšil
- 1988 – 1990 Pavel Wohl, Stanislav Neveselý
- 1990 – 1991 Stanislav Neveselý, Josef Horešovský
- 1991 – 1993 Ivan Hlinka, Jaroslav Walter